# Walwaziti
Walwaziti (luwisch: ‚Löwenmann‘) ist einer der am besten bezeugten Schreiber des hethitischen Hofes. Er war unter den Königen Ḫattušili III. und Tudḫaliya IV. „Chef-Schreiber“ und gehörte somit zu den einflussreichsten Personen des hethitischen Hofstaates.

## Familie
Walwazitis Vater Mittannamuwa wurde zur Zeit von Muršili II. zum Chef-Schreiber (Sumerogramm: GAL.DUB.SAR, heth. tuppalanuri ‚Chef-Schreiber, Obertafelschreiber‘) ernannt. Als Muwattalli II. den Hofstaat nach Tarḫuntašša verlegte, wurde Mittannamuwa zum Verwalter von Ḫattuša bestimmt und dessen Sohn Purandamuwa zum Chef-Schreiber ernannt. Offenbar starb dieser, noch bevor die hethitische Administration wieder zurück nach Ḫattuša verlegt wurde. Auf Druck von Ḫattušili III. wurde Purandamuwas Nachfolger, der einer anderen Familie angehörte, abgesetzt und Walwaziti wurde zum Chef-Schreiber erhoben. Von den drei anderen Brüdern Walwazitis waren Nanninzi und Aliḫešni ebenfalls Schreiber, wobei letzterer Tarḫuntamanawa, die Tochter des Šaḫurunuwa, der der „Chef-Holztafelschreiber“ war, ehelichte. Ihre beiden Söhne, Tulpi-Tešub und Kuwalanaziti waren ebenfalls Schreiber. Auch Walwazitis beide Söhne Ḫulanabi und Talmi-Tešub waren Schreiber.

## Funktionen Walwazitis
Neben der Aufsicht und Führung des Schreiberbüros und Inspektion der Lagerhäuser in Ḫattuša legte Walwaziti auch Orakel und Rituale für das Königspaar Ḫattušili III. und Puduḫepa aus. So führte er aufgrund eines Traumes der Königin ein Steinorakel durch, das dem König Kriegsglück verhieß, und im Auftrag der Königin stiftete er der Ištar von Šamuḫa eine „Brust“ für das Heil des Königs. Unklar ist dagegen, ob er mit dem gleichnamigen Steuereintreiber in Ugarit identisch ist. Zudem wird er möglicherweise in einer Zeugenliste aus Emar genannt.
Seine Bedeutung zeigt sich auch darin, dass er als Zeuge im Ulmi-Teššub-Vertrag genannt wird, ebenso im auf einer Bronzetafel geschriebenen Vertrag zwischen Kurunta und Tudḫaliya IV., sowie in der Landschenkung Tudḫaliyas an Šaḫurunuwa, der unter anderen hohen Ämtern auch Chef-Holztafelschreiber war. Zudem wurde eine aus dem Ägäisraum stammende bronzene Lanzenspitze gefunden, auf der sein Name und Titel in luwischer Hieroglyphenschrift (LEO.VIR-zi/a MAGNUS.SCRIBA-la) angebracht wurde. Diese Lanzenspitze, deren Fundort unbekannt ist, gehört zur Kocabaş-Sammlung, welche sich im Sadberk Hanım Museum in Istanbul befindet.
Walwaziti war möglicherweise der Schreiber einer hattisch-hethitischen Bilingue mit dem Mythos des Mondgottes, der vom Himmel fiel. Meist aber wird er als Aufseher anderer Schreiber genannt. So war er im Auftrag der Königin Puduḫepa der Redaktor der Texte des ḫišuwa-Festes (CTH 628). Andere unter ihm stehende Schreiber waren Ḫiliya, der einen Text über Mondomina schrieb, Pariziti, Verfasser eines hethitisch-hurritischen Rituals und Piḫaziti, der eine Kopie des Illuyanka-Mythos unter der Aufsicht von Walwaziti anfertigte.

## Moderne Rezeption
Im „Roman aus dem Land der Hethiter“ Der Sieger von Kadesch von Birgit Brandau, der in Ḫattuša im Jahr 1265 v. Chr. spielt, klärt der Schreiber Walwaziti drei Todesfälle auf.